# Cayaponia maximowiczii
Cayaponia maximowiczii är en gurkväxtart som beskrevs av Célestin Alfred Cogniaux. Cayaponia maximowiczii ingår i släktet Cayaponia och familjen gurkväxter. Inga underarter finns listade i Catalogue of Life.